# Retardant de flama

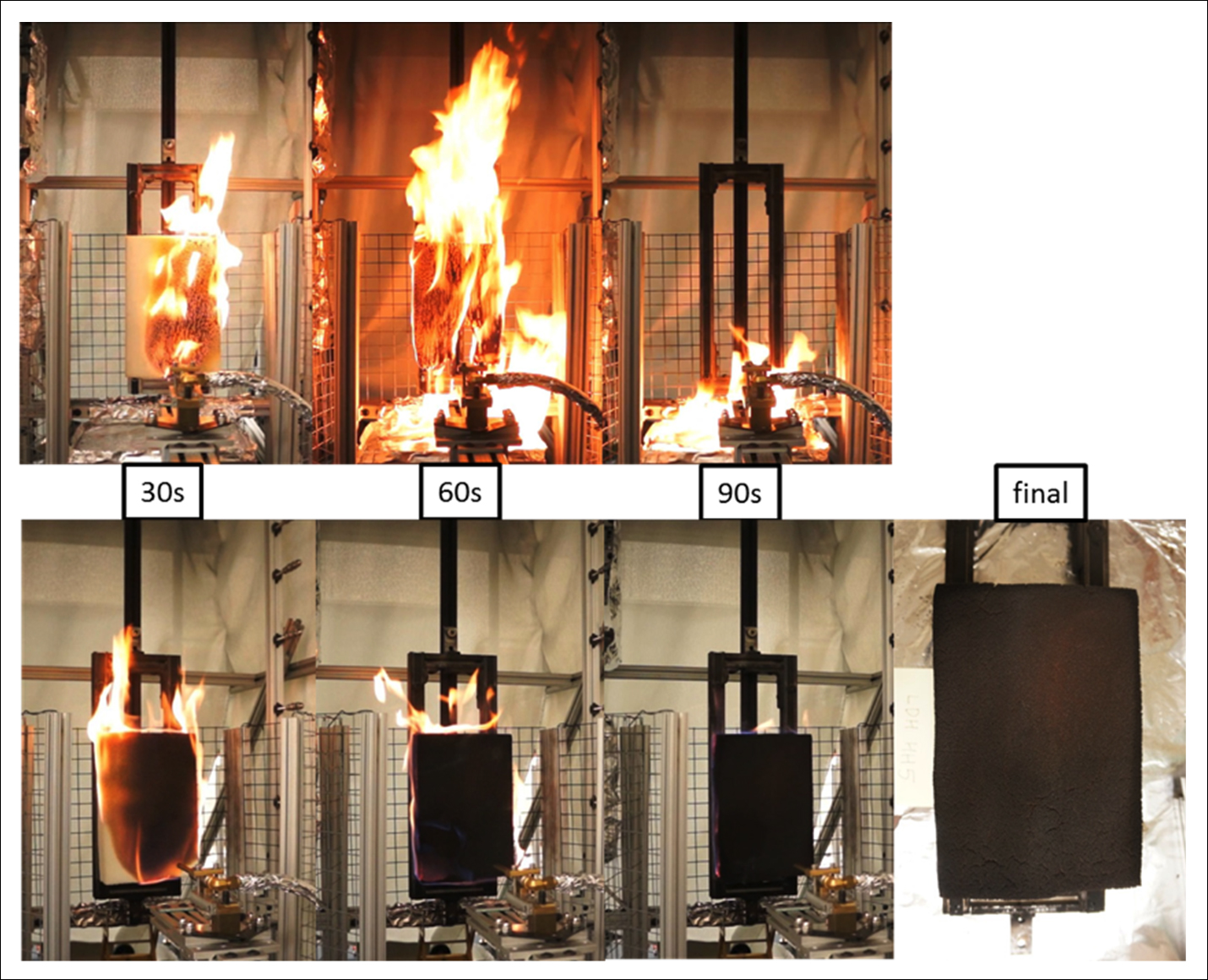
Un assaig de flama oberta compara la ignició d'un plafó d'escuma de poliuretà no tractat (filera d'imatges superior) amb un altre plafó d'escuma idèntica, però en aquest cas amb l'aplicació d'un recobriment d'hidròxids en disposició de doble capa (filera d'imatges inferior). En només 90 segons, l'escuma no tractada queda pràcticament calcinada.

Un retardant de flama es una substància aplicat a un material que suprimeix o retarda la seva combustió en una o totes les fases de la combustió: ignició, combustió lenta, propagació de la flama, alliberament de calor, de fum i de gasos tòxics. L'estratègia més emprada per a minimitzar la inflamabilitat d'un material, és la incorporació de substàncies ignífugs.

## Tipus de retardants de flama
- Additius: els additius es troben barrejats amb el substrat polimèric.
- Reactius: els reactius es troben químicament enllaçats al polímer, ja sigui per copolimerització o per modificació del polímer inicial.

Aproximadament un 90% dels compostos que s'utilitzen actualment, pertanyen a un dels següents cinc tipus de compostos: trihidrat d'alúmina, compostos organoclorats i organobromats, compostos organofosforats inclosos els compostos de fòsfor halogenats, òxids d'antimoni i compostos de bor. Altres compostos retardants de flama de menor aplicació, però que han resultat també eficients són: alguns compostos de silici, de sofre, òxids i carbonats de metalls diferents de l'antimoni i àcids de Lewis com el clorur fèrric.

## Història
Durant les últimes dècades, la substitució de materials convencionals per polímers sintètics ha augmentat molt degut a la versatilitat, baixa densitat i millors propietats d'aquests últims. Encara que aquests polímers sintètics han sigut àmpliament acceptats en multitud d'aplicacions, la majoria d'ells són extremadament inflamables i en presència d'una font de calor i d'oxigen es cremen fàcil i ràpidament. Evidentment, el problema que es planteja no és únicament la pèrdua de propietats del material, sinó que el fum i els gasos tòxics que es desprenen són els principals responsables del perill que suposa un incendi.
Les primeres estratègies que es van portar a terme per a dotar els materials de propietats retardants de flama daten del segle V aC: els egipcis ja impregnaven la fusta i altres materials de construcció amb sulfat d'alumini o de potassi amb aquesta finalitat. Tots els mètodes posteriors es van basar en estratègies similars d'impregnació o recobrimient de materials naturals. Com a exemple, a finals del segle xviii i principis del XIX, es van fer estudis per Gay-Lussac, que descriuen com conferir propietats retardants de flama a materials tèxtils mitjançant tractaments amb fosfat d'amoni, clorur d'amoni i bòrax, productes que encara avui en dia s'apliquen a materials cel·lulòsics.